# 22729 Anthennig
22729 Anthennig (1998 SV110) là một tiểu hành tinh vành đai chính được phát hiện ngày 16 tháng 9 năm 1998 bởi nhóm nghiên cứu tiểu hành tinh gần Trái Đất phòng thí nghiệm Lincoln ở Socorro.